# Rómulo Betancourt

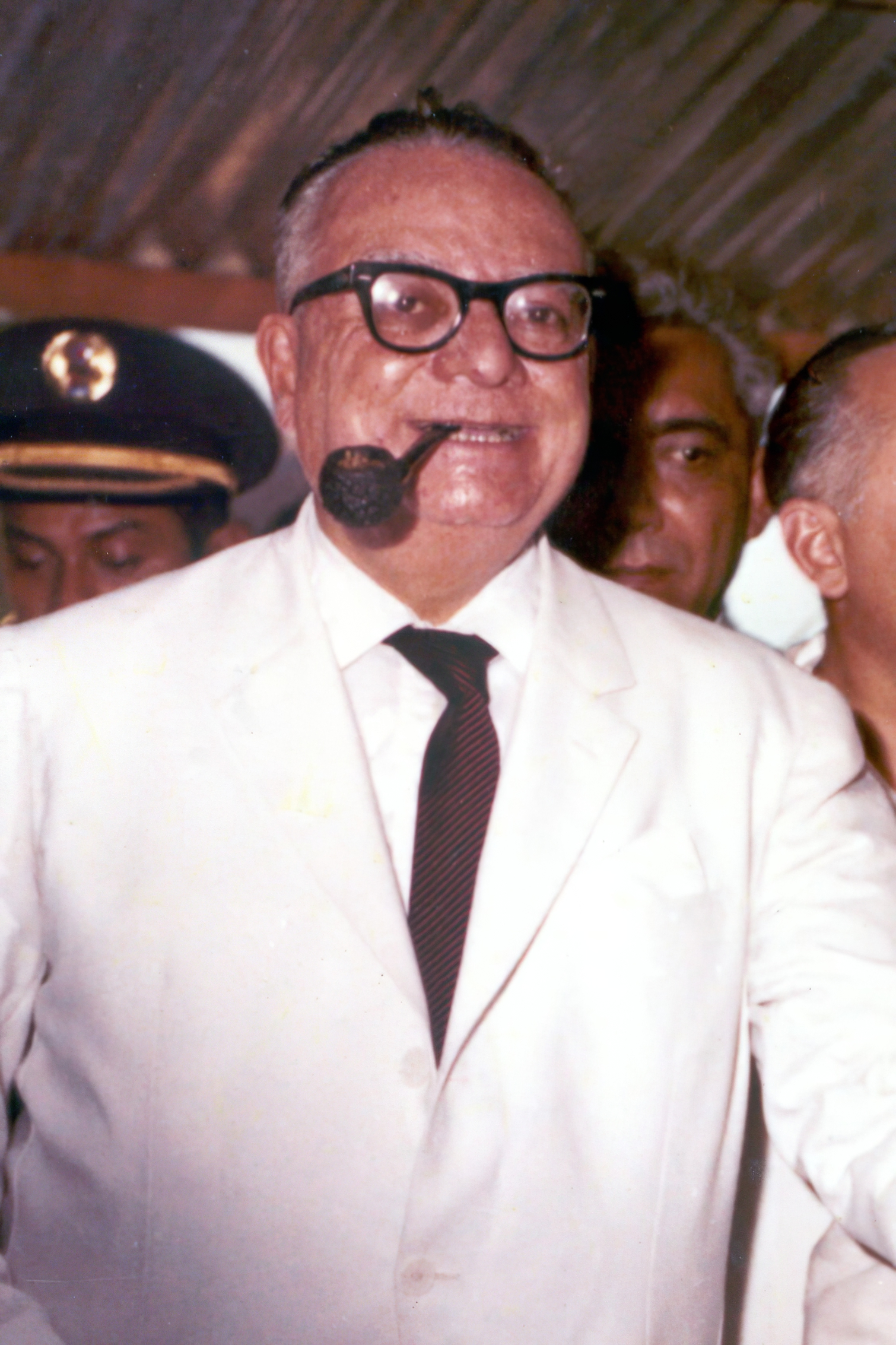
Rómulo Betancourt

Rómulo Ernesto Betancourt Bello (n. 22 februarie 1908, Guatire, Venezuela - d. 28 septembrie 1981, New York SUA), cunoscut ca „părintele democrației venezuelane” a fost un om politic de stânga, anticomunist, președintele Venezuelei în anii 1945-1948 și 1959-1964.